# Château de Montvéran
Le château de Montvéran est une ancienne maison forte, du XVe siècle restaurée au XIXe siècle, centre de la seigneurie de Montvéran, qui se dresse sur le territoire de la commune française de Culoz, dans le département de l'Ain en région Auvergne-Rhône-Alpes. Le château aurait pu être bâti par Pierre de Luyrieux en 1316.
Le château est inscrit aux monuments historiques.

## Localisation
Le château est situé sur la commune de Culoz, construit à la limite occidentale du bourg qu'il surplombe, à l'extrémité du rocher de Montvéran, sur l'ancien grand chemin de Belley à Seyssel, dans le département français de l'Ain.

## Historique
La seigneurie de Montvéran avec château était en toute justice haute, moyenne et basse, y compris le dernier supplice ; par lettres du 8 mai 1498, Guillaume de Luyrieux, fils de George, obtint l'autorisation, du duc de Savoie, d'élever dans les limites de la justice de Montvéran des fourches patibulaires à quatre piliers. La seigneurie avait été démembrée, au commencement du XIVe siècle, de celle de Culoz pour servir d'apanage aux cadets de la famille de Luyrieux.
Pierre de Luyrieux, chevalier, seigneur de Cule (Culoz) et de Montvéran, aurait érigé la maison forte en 1316, ce qui ne se fit pas sans la protestation de Louis de Savoie, seigneur de Vaud, de Bugey, de Valromey, qui, par son châtelain de Virieu-le-Grand, prétendait que le seigneur de Cule, n'avait pu sans sa permission faire bâtir un château dans l'étendue de la terre de Bugey. Pierre de Luyrieux au contraire, soutenait qu'il avait pu le faire car le lieu de Montvéran était dans la justice haute, moyenne et basse de la seigneurie de Cule.
Le différend fut réglé par un traité signé entre les deux parties, le 14 mai 1316, à Pierre-Châtel en présence de Jacques de Saint-André, prieur de Belley, Berlion de Rivoire, chevalier, seigneur de Rochefort et Pierre de Cordon, seigneur des Marches (Saint-Benoît). Il est dit que le seigneur de Cule pourrait continuer son bâtiment à la charge du fief de Montvéran à Louis de Savoie comme seigneur de Bugey.
Cette terre resta dans une branche puinée, les Luyrieux-Montvéran, jusqu'à Philiberte, fille unique de Jean de Luyrieux, laquelle la porte en dot, le 8 septembre 1584, à Symphorien d'Angeville, seigneur du vidomnat des Bornes et de Doudens. Après le décès de son mari, cette dame convola en deuxièmes noces avec Antoine de Champier, seigneur de la Faverge et de Feillens, bailli du Bugey, qui fut brièvement seigneur de Montvéran. Elle laissa ensuite Montvéran à Claude d'Angeville, son fils du premier lit, lequel en reprit le fief, en 1642, et le transmit à ses descendants, qui en jouirent jusqu'au décès de Joseph d'Angeville, mort ab intestat (sans testament), vers 1770, et dont les familles Balme, de Pailly et de la Fléchère recueillirent la succession. Cette dernière en avait la possession au XIXe siècle.
Graphies anciennes
- Castrum Montisverani, 1433 (arch. de la Côte-d'Or, B 848, f° 199 r°).
- Georges de Luyrieux, seigneur de Montveran, 1455 (Guichenon, Bresse et Bugey, part. I, p. 81).
- Montverant, 1493 (arch. de 280la Côte-d'Or, B 859, f° 5).
- Le fief de Montverand, à cause de Rossillon, 1536 (Guichenon, Bresse et Bugey, pr., p. 59).
- Le chasteau de Montveran, en la parroisse de Cule, 1650 (Guichenon, Bugey, p. 72).
- Montvéran en Bugey, 1662 (Guichenon, Dombes, t. I, p. 52).

## Description
La première mention certaine de la maison forte date de 1433, et tout laisse penser qu'il s'agit d'une création du XVe siècle.  Elle est restaurée au XIXe siècle.
Le château qui existe encore en grande partie se présente comme un haut logis rectangulaire couronné de mâchicoulis et dont la base est talutée. Il est flanqué aux angles, du côté de l'attaque, de deux tours rondes et de poivrières du côté opposé. Une tour ronde abritant un escalier est accolée sur la façade sud.
On peut voir également à l'entrée de l'allée conduisant au château un ancien réservoir et un aqueduc en pierre ayant servi à l'alimentation en eau des moulins seigneuriaux.

## Protection aux monuments historiques
Le château est inscrit au titre des monuments historiques par arrêté du 20 septembre 1946.